# 菅久瑛麻
菅久 瑛麻（すがひさ えま、1993年10月7日 - ）はフリーアナウンサー、防災士。ニチエンプロダクション所属。元チューリップテレビ（TUT）アナウンサー、元テレビ埼玉（テレ玉）の契約アナウンサー、

## 来歴・人物
父親の仕事の関係でドイツで生まれ、すぐに日本に帰国し、神奈川県で育つ。
高校時代はバスケットボール部に所属。この頃にアナウンサーを志したが、大学受験で第一志望に進学することができず挫折感を味わったという。
白百合女子大学文学部を卒業後、2016年4月にチューリップテレビに入社。2018年4月、夕方のニュース番組『N6』のメインキャスターに就任した。
2020年3月27日放送の『N6』で、チューリップテレビを退社することを発表した。同年4月1日より2023年3月31日までニチエンプロダクション所属の上、テレビ埼玉アナウンサーとして出演。。テレビ朝日アスク出身者。
趣味は登山で、防災士の資格を持つ。
温泉ソムリエ、食生活アドバイザー、防災士、証券外務員二種、MBAなどの資格を持つ。
2023年10月結婚。2024年夏、夫の米国留学に同行し渡米する。

## 担当番組

### 現在
- なし

### 過去

#### チューリップテレビ
- チューリップテレビNEWS（平日昼:2016年5月 - 2020年3月・土日:2016年夏 - 2020年3月）[4]
- N6（天気コーナー:2016年10月 - 2018年3月・MC:2018年4月 - 2020年3月）[4][5]
  - 参議院選挙 N6選挙スペシャル（MC、2019年7月21日）[1]
- NEWS深夜便（水・木曜日キャスター、2017年4月 - 2018年3月）[13]
- ミタイノコレクション（MC、2017年4月 - 2018年3月）[13]
- 地方議会の改革を問うIII（MC、2018年9月1日）[1]
- 辺境から日本を変える 〜宮越大臣 沖縄北方を語る〜（MC、2018年10月27日）[1]
- 炎のスポーツフェスタ No.1決定戦（MC、2019年10月1日）[1]

#### テレビ埼玉
- 情報番組 マチコミ（司会、2020年4月1日 - 2023年3月31日）

新型コロナウイルスの感染再拡大を受けて、政府が2021年1月7日に東京都・埼玉県・神奈川県・千葉県を対象に、2回目の緊急事態宣言を発令したことにより、同年1月14日から3月19日まで、制作スタッフとアナウンサーを2班体制に分けるため、司会は月〜水曜を担当した。
- ニュース1155（月・火曜キャスター、2020年4月6日 - 2023年3月31日）

※2021年4月1日から5月28日までの間は金曜日を、同年5月31日から当面の間は水・金曜日を、いずれも特別体制で担当していた。
- 全国高等学校サッカー選手権大会（埼玉県大会・全国大会ベンチリポーター、2020年度・2021年度）
- テレ玉SDGsキャンペーン「セルヴィス」CMナレーション
- エコ玉キャンペーン JT「ひろえば街が好きになる運動」CMナレーション
- ようこそ さいたま市議会へ(ナレーション、2021年度)
- 武蔵コーポレーション杯 第52回埼玉県小学生学年別柔道大会(2021年7月10日[15]、インタビュアー)
- 夏をあきらめない 浦和学院 甲子園へ[16](2021年8月5日、ナレーション)
- 新型コロナウイルスについて考える~大野知事・有識者特別対談~(2021年10月、司会)[17]
- 第104回全国高等学校野球選手権大会埼玉大会・開会式 中継 アシスタント (2022年7月8日) [18]
- ウイークエンドニュース サタデー(2022年7月30日)[19]
- モラージュ菖蒲PRESENTS 集え！浦和レッズファン・サポーター！！アウェイ最終戦直前スペシャル(2022年10月29日)[20]
- 埼玉県 「令和4年度県民の日記念式典」(司会、2022年11月14日 埼玉会館)[21]
- 川越市制100周年記念 埼玉リーディングカンパニーと共に創る 「未来の川越ビジネスアイデアコンテスト」最終プレゼンテーション (司会、2022年12月10日 埼玉医科大学 川越ビル(かわごえクリニック) 6階会議室)[22]
- 世界陸連・日本陸連公認 第35回2022上尾シティハーフマラソン(2022年12月11日)[23][24]
- 年末報道特別番組 埼玉この1年(2022年12月26日、県警音楽隊 中継リポート)[25][26]
- 夢カナTV ガムシャラ応援団 SEASON2 (#9、2023年3月5日、ナレーション)

### その他
- HOKURIKU Girls Festival（MC、2017年10月21・22日）[1]
- NHK-FM さいたま ひるどき!さいたま～ず（2022年11月2日）[27]

#### フリー
- HSC OnlineForum2022 specialsession:対談「企業に求められるSX経営と日立ソリューションズ・クリエイトにおける取り組み」[28][29]
- Eight Networking EXPO2023[30](MC)[31]
- 防げる事故を無くす　正しいブレーキの使い方をレクチャー「プロライダーが教える本当に安全な自転車の乗り方 by BOSCH」開催(共同通信社)[32][33]
- DX CAMP 2023 for Enterprise（司会）[34]
- 口腔・睡眠・運動器の 3 つの機能を同時に鍛える「健口眠体操」ライオン株式会社が独自開発（KyodoNewsKK）[35]
- みんなの品川スポーツFES.2023（MC）[36]
- 楽天市場韓国コスメspecial live（MC）[37]